# Římskokatolická farnost Vitějovice
Římskokatolická farnost Vitějovice je územním společenstvím římských katolíků v rámci prachatického vikariátu Českobudějovické diecéze. Od roku 2017 je součástí rozsáhlého farního obvodu spravovaného excurrendo z Prachatic.

## O farnosti

### Historie
K roku 1384 je ve Vitějovicích připomínaná sakrální stavba (kaple či kostel) se sídelním kaplanem, která náležela k blanické faře. Nejpozději roku 1401 byly Vitějovice filiálkou farnosti Bavorov, roku 1624 byly pod správou prachatického faráře. V roce 1641 byly navráceny bavorovské farnosti, po roce 1666 byly přifařeny k farnosti Chelčice. Až v roce 1747 zde byla zřízena samostatná farnost, prvofarářem byl jmenován P. Antonín Jan Nepomuk Mikšíček.
Původní kostel byl v roce 1743 zbořen a do roku 1746 byl na jeho místě postaven nový, v barokních formách.
Od roku 1985 byly Vitějovice spravovány excurendo z farnosti Lhenice.

### Duchovní správa
Přehled správců farnosti:
- 1747–1755 P. Antonín Jan Nepomuk Mikšíček
- 1755–1756 P. Petr Pajka
- 1756–1758 P. Jan Michalovic
- 1758–1760 P. Josef Karel Křepelka
- 1760–1775 P. Jan Grabensteiner
- 1775–1779 P. Ignác Schimon
- leden až únor 1779 P. Karel Payer, administrátor
- 1779–1783 P. Tomáš Horažďovický
- 1783–1796 P. Mikuláš Dubenský
- 1797–1810 P. Leopold Jelek
- duben až srpen 1810 P. Jan Johánek, administrátor
- 1810–1843 P. Kašpar Drška
- 1843 P. Josef Vondra, administrátor
- 1843 P. Josef Kladrubský, administrátor
- 1844–1861 P. Josef Kuliš
- 1862–1874 P. František Kuliš
- 1874–1875 P. Vincent Žižka, administrátor
- 1875–1888 P. František Žlábek
- červen až listopad 1888 P. František Žlábek ml., administrátor
- 1888–1895 P. Jan Kubíček
- červen až listopad 1895 P. Karel Lapka, administrátor
- 1895–1915 P. Václav Mika
- březen až červen 1915 P. Karel Lapka, administrátor
- 1915–1939 P. František Petržílek
- 1939–1945 P. Jan Matuška
- 1945–1961 P. Františko Vondrysko
- 1961–1985 P. Karel Dvořák († 1985), poslední sídelní farář
- P. Josef Xaver Švanda, OCist, excurrendo z Lhenice
- P. Jan Tampír, excurrendo z Lhenice
- do 2008 P. Piotr Pytel, excurrendo z Lhenice[2]
- 2008–2017 P. Josef Sláčík, excurrendo z Lhenice[2]
- od 2017 R. D. Mgr. Petl Plášil, excurrendo z Prachatic[2]

### Současnost
| Fotografie | Kostel               | Místo       | Bohoslužba             | Bohoslužba             | Poznámka     |
| ---------- | -------------------- | ----------- | ---------------------- | ---------------------- | ------------ |
|            | Kaple                | Hracholusky | neslouží se pravidelně | neslouží se pravidelně | kaple        |
|            | Kaple                | Svojnice    | neslouží se pravidelně | neslouží se pravidelně | kaple        |
|            | Kostel svaté Markéty | Vitějovice  | neděle                 | 8.00                   | farní kostel |